# Guía del autoestopista galáctico (serie)
La Guía del autoestopista galáctico (título original The Hitchhiker's Guide to the Galaxy) es una serie de novelas de ciencia ficción humorística del escritor inglés Douglas Adams. Originalmente una comedia radiofónica comenzada a transmitir por la BBC en 1978, a esta la siguió una novela, Guía del autoestopista galáctico, publicada en 1979, una serie de televisión en 1981, un juego de ordenador en 1984 y una película en 2005.
La serie de libros se describe como «una trilogía en cinco partes». Inicialmente se describió como una trilogía al aparecer el tercer libro, «una trilogía de cuatro partes» al salir el cuarto, y finalmente adoptó esa descripción al editarse el quinto y último libro. Aunque las diferentes versiones siguen la misma trama básica, se contradicen entre sí de diferentes formas, porque Adams reinventaba la historia con cada adaptación.
La saga tiene muchos seguidores en todo el mundo, debido principalmente a las extrañas situaciones, personajes y conceptos que Adams introduce (como «El sentido de la vida, el universo y todo lo demás», el pez de Babel o la poesía Vogon), su humor irónico y absurdo, y los comentarios sutiles sobre la sociedad actual.

## Sinopsis
La serie sigue las aventuras de Arthur Dent, un pobre hombre inglés que escapa de la destrucción de la Tierra (por los Vogones, con el objetivo de construir una autopista espacial) con su amigo Ford Prefect, un extraterrestre de un planeta pequeño cerca de la estrella Betelgeuse e investigador para la guía. Zaphod Beeblebrox, el primo lejano de Ford, y, por un tiempo, Presidente Galáctico, salva al dúo en su nave espacial (robada), el Corazón de Oro (Heart of Gold), cuya tripulación concluye la lista de personajes protagonistas: Marvin el Androide Paranoico, un robot que sufre de depresión, y Trillian, una mujer que Arthur ya conocía y que es la segunda superviviente de la Tierra.
Las tramas de las series de televisión y de radio son más o menos iguales a las de las primeras dos novelas, aunque algunos de los eventos ocurren en diferente orden y con muchos detalles modificados. John Lloyd escribió la mayoría de las partes cinco y seis de la radiocomedia, pero su material no logró pasar a las otras versiones (la serie de televisión y los libros de la historia, que no se incluyen en este artículo). Muchos consideran que los libros son la versión definitiva de los eventos.
No estaba claro que la serie había terminado (ya que era una «una trilogía en cinco partes») hasta la muerte de Douglas Adams, causada por un ataque al corazón a los cuarenta y nueve años en 2001. Sin duda, Adams dijo que la nueva novela en la que estaba trabajando, The Salmon of Doubt (El salmón de la duda), la tercera novela que Dirk Gentil protagonizaba, se convertiría en el sexto libro de la serie de la Guía del viajero intergaláctico.
Describió al libro Prácticamente inofensivo como «muy austero» y dijo que le «gustaría terminar la Guía con una nota más agradable». Adams también comentó que si fuera a escribir un sexto libro, al menos empezaría con los personajes en el mismo lugar en el que habían quedado.

## Personajes
En el universo de los libros, aparecen muchas formas de vida, algunas muy simples y otras muy sorprendentes; la particularidad de Adams al escribir es que hay personajes, historias y razas que no participan directamente en la historia, sino más bien, son solo «anécdotas» que están de alguna forma relacionada con la historia, las cuales son relatadas por la guía.
Los personajes principales participan de aventuras muy peculiares por el universo, los cuales están siempre en movimiento, ya que la pregunta los mantendrá ocupados durante las novelas del libro.

### Arthur Dent
Arthur Dent es un apacible ser humano que un día se despierta, dándose cuenta de que su hogar va a ser demolido para construir una vía de circunvalación, pero al intentar impedir la demolición, su amigo (Ford Prefect) llega para tranquilizarlo, llevándolo a un bar cercano. Mientras detiene a los obreros con una paradoja (en la película es con cervezas), este le revela que la Tierra (su hogar) va a ser destruida por una raza de extraterrestres (los vogones) para construir una autopista galáctica, y lo sabe porque es un extraterrestre del planeta Betelgeuse. Los dos son los únicos supervivientes (y Arthur el único humano de la Tierra original). Suben a una de las naves vogonas como polizones, pero los vogones los descubren y son arrojados al espacio, aunque, gracias al motor de improbabilidad finita del Corazón de oro, la nave y sus tripulantes los salvan, para luego verse envueltos en situaciones fuera de lo común para un ser humano.
Al ser el último ser humano de la Tierra (5 minutos antes de que la tierra diera la pregunta), la respuesta se encuentra oculta en su cerebro.

### Ford Prefect
Este personaje es un extraterrestre del planeta Betelgeuse siete. Tras un accidente (Great Collapsing Hrung Disaster of Gal./Sid./Year 03758, en inglés) del que nadie tiene recuerdos, Ford y su padre, los únicos que se salvaron de la destrucción, se van a vivir a Betelgeuse cinco. Tras criarse ahí, compartiendo familia con Zaphod Beeblebrox, comienza a trabajar en la editorial de la Guía del autoestopista galáctico. Le encomiendan ir a la tierra para escribir un artículo sobre esta para la guía (que debía llamarse «Tierra: inofensiva», y él cambió a «Tierra: fundamentalmente inofensiva»). Tras salvar a Arthur de la aniquilación de la tierra, terminan viajando en el Corazón de oro con los otros tripulantes.

### Zaphod Beeblebrox
Tipo egomaniaco presidente de la galaxia, que dio la orden de destruir la Tierra sin percatarse de lo que estaba firmando (pensó que era un autógrafo); meses antes de la destrucción de la tierra, este viajó a ella para asistir a una fiesta, en la cual conoció a Tricia McMillan, la cual decidió ir con él al espacio. Zaphod en el momento de inaugurar la nave Corazón de oro como presidente, este decide robarla y así crear una gran polémica galáctica. El mandó a hacerse una intervención en el cerebro para guardar información, por lo que le duplicaron la cabeza; este es el que lleva a tantas aventuras por el espacio a todos los personajes.

### Trillian
Originaria de la Tierra, Tricia es la única superviviente mujer de la Tierra original, la cual es la persona que tranquiliza y controla a Zaphod en todo momento, Tricia conoció antes a Arthur en la fiesta de disfraces, teniendo buena relación, pero, Zaphod le ofreció conocer nuevos lugares (siendo eso lo que ella quería), por lo que decidió irse con Zaphod en el Corazón de oro; en novelas posteriores, se descubre que es una periodista experta en Astrofísica.

### Marvin
Robot que venía en el Corazón de oro, tiene la particularidad de ser un robot con personalidad deprimida, criticando la vida con opiniones y sarcasmos con tono melancólico y dramático, al final de la cuarta novela el robot se queja de ser viejo, ya que al ser abandonado por los personajes principales en la tercera novela, termina vagando por el espacio-tiempo, teniendo 20 veces la edad del universo.

### La Guía
Aunque es un libro, la guía es el elemento más importante en The Hitchhiker's Guide to the Galaxy, es la guía de consejo más vendida en toda la galaxia, ya que es barata, completa y tiene en la portada en letras grandes «DON'T PANIC» (NO SE ASUSTE); publicada por la editorial Megadodo Publications, propiedad de Sirius Cybernetics Corporation (Corporación Cibernética Sirius) y actualizado a través de la red Sub-Etha; es reemplazado por Mark II, ya que los vogones se hacen dueños de la empresa y la editorial.

## Historia

### Serie de radio original
La serie de radio original fue transmitida el miércoles 8 de marzo de 1978 a las 10:30 de la noche en Inglaterra por la radio BBC Radio 4; originalmente la serie se llamaría «Fits» (en honor al poema de Lewis Carroll, La caza del Snark)., la cual fue recibida con altos índices de audiencia. Un especial de Navidad fue grabado ese año.
Un episodio especial (un «especial de Navidad») fue transmitido a finales de año. La BBC estaba en práctica, en el momento de la puesta del episodio «especial de Navidad» de la popular serie de radio, y ya que un primer borrador de este episodio de la Guía del autoestopista tenía una trama relacionada con la Navidad, se decidió que «sin problemas» el episodio transmitido como puente entre las dos series. Este episodio fue publicado como parte de la serie de radio «The second phase» y, más tarde, en casetes y discos compactos individualmente. Las «The primary phase» y «The second phase» fueron emitidos, en una versión ligeramente editada, en los Estados Unidos en NPR Playhouse.
«The primary phase» fue repetida dos veces solo en 1978 y muchas más veces en los próximos años. Esto condujo a una regrabación en LP, producido en forma independiente por la BBC para la venta, y luego, una adaptación a libro de la serie de radio. La serie de radio «The second phase», que consistía en un período de cinco episodios, tuvo finalmente un total de doce episodios, que fue emitido en 1980.
La serie de radio (y LP en conjunto con la versión de TV) fue muy beneficiada gracias a la narración del actor-comediante Peter Jones, actuando como la guía. Después se decidió que era necesario un «Peter-Jonesy», un tipo de voz. Su sonora y los tonos graciosos, sin duda, la serie dio un gran impulso y firmemente establecido el tenor de la pieza.
La serie también fue notable por su uso del sonido, siendo una serie de comedia seria producida en estéreo. Adams dijo que quería que la producción del programa de radio comparable a un álbum de rock moderno. Gran parte del presupuesto del programa se destinó a los efectos de sonido, que en gran medida produjo Paddy Kingsland (para el episodio piloto y la «The second phase») y Dick Mills con Harry Parker (en los episodios restantes (2-6) de la primera serie ). El hecho de que estaban en la vanguardia en la producción de la radio moderna entre 1978 y 1980 se reflejó en las tres nuevas series de Hitchhiker's además, se convirtió en la primera radio que muestra una mezcla y transmite en cuatro canales Dolby Surround. Esta mezcla también aparece en el DVD de la serie de radio de «Third radio series».
La canción tema para la radio, la televisión, LP y la película es «Journey of the Sorcerer», una pieza instrumental compuesta por Bernie Leadon y grabada por The Eagles en su álbum One of These Nights. Solo la serie de radio transmitida utilizó la grabación original, una cubierta soundalike por Tim Souster que se utilizó para el LP y series de televisión, la otra versión por Joby Talbot se utilizó para la película de 2005, y otra versión, esta vez de Philip Pope, fue grabado para que se publicará con el CD de la última serie «Third radio series». Aparentemente, Adams eligió esta canción por su carácter futurista, no solo por su sonido, sino también por el hecho de que había un banjo en él, que, como recuerda Geoffrey Perkins, Adams dijo que le daría una sensación de «on the road, hitch-hiking feel» («en el camino, el auto-stop se siente»).
Los doce episodios fueron publicados en CD y casete en 1988, después de ser bien aceptado, la BBC lanzó en CD la colección completa de la serie de radio; para ser nuevamente publicados en 1992, en esta edición, Adams sugirió que la serie de radio se retitulara «Fits the First through Sixth» (el nombre original) a «The Primary Phase» y «Fits the Seventh through Twelfth» como «The Secondary Phase», reemplazando «The first series» y «The second series». Una «Tertiary Phase» fue discutida durante un período con Dirk Maggs, (una adaptación de La vida, el universo y todo lo demás), pero esta serie no fue grabada en diez años.
Reparto:
- Simon Jones es Arthur Dent
- Geoffrey McGivern es Ford Prefect
- Susan Sheridan es Tricia McMillan
- Mark Wing-Davey es Zaphod Beeblebrox
- Stephen Moore es Marvin, el androide paranoide
- Richard Vernon es Slartibartfast
- Peter Jones es La guía

## Novelas

### Guía del autoestopista galáctico
En la Guía del autoestopista galáctico, los personajes visitan el legendario planeta Magrathea, cuna de la colapsada industria de la construcción de planetas, y conocen a Slartibartfast, un arquitecto de planetas. 
Este relata la historia de una raza de hiperinteligentes seres pandimensionales que construyeron una computadora llamada Pensamiento Profundo («Deep Thought») para calcular la respuesta de «el sentido de la vida, el universo y todo lo demás». Cuando la respuesta se revela como 42, se ven forzados a construir una computadora aún más poderosa para calcular la «Pregunta máxima», pero sus planes nunca culminan.
Esta computadora, que por su carácter orgánico se confunde con un planeta, era la Tierra, que se destruyó cinco minutos antes de la culminación de su programa de diez millones de años. Las criaturas, que resultaban ser ratones, quieren examinar el cerebro de Arthur para tratar de reconstruir la Pregunta, pero el protagonista logra escapar.

### El restaurante del fin del mundo
La aniquilación de los escudos de la nave a manos de los Vogones, es una curiosa ocasión para que Arthur Dent y sus curiosos camaradas se desplacen por todo el universo, avanzando a través del espacio-tiempo impulsados por la energía de la improbabilidad infinita, en su búsqueda desesperada de un lugar para comer. Después, Zaphod Beeblebrox tratará de encontrar al hombre que gobierna el Universo.

### La vida, el universo y todo lo demás
Los infelices habitantes del planeta Krikkit están enfermos de mirar el cielo nocturno sobre sus cabezas -así que planean destruirlo. El universo así es. Ahora solo quedan cinco individuos entre los robots asesinos de Krikkit y sus planes de aniquilación.

### Hasta luego, y gracias por el pescado
Dejado al final de La vida, el universo y todo lo demás, Arthur Dent regresa a la Tierra, reconstruida en el primer tomo para averiguar la pregunta final. Con la dirección para «El mensaje final de Dios a su creación», Arthur Dent deja esta información crucial dormir en su mente.

### Informe sobre la Tierra: fundamentalmente inofensiva
Es fácil convertirse en un insensible cuando: tu planeta ha sido demolido para hacer una autopista hiperespacial innecesaria, la mujer a la que amabas ha desaparecido en un malentendido sobre la naturaleza del espacio-tiempo, la nave espacial en la que viajabas se estrelló en llamas en un remoto y tenebroso planeta, y todo lo que te queda es cierta habilidad haciendo sándwiches.

### Y una cosa más...
Este libro, escrito por Eoin Colfer, relata lo sucedido después del incidente del bar «Stavro Mueller's Beta», el cual muestra una realidad paralela a lo que ocurre al final del libro Informe sobre la Tierra: fundamentalmente inofensiva, implicando de gran forma a Mark II.

## Ficción y videojuego
A la serie de televisión le siguió en 1984 un «best-selling» juego de aventuras de texto, distribuido por Infocom. Titulado simplemente «The Hitchhiker's Guide to the Galaxy», lo diseñaron Adams y Steve Meretzky de Infocom y fue uno de los más exitosos juegos producidos por la compañía. Como con otros juegos de la misma compañía, se incluyeron «feelies» (contenido extra relacionado con el juego), como una chapa con las palabras «Don’t Panic» (que no cunda el pánico), pelusa de bolsillo y una orden para la destrucción de la Tierra.
El juego fue revivido en septiembre de 2004 por la BBC para la sección de la Guía de los Viajeros de la página de Radio 4 (BBC), como parte de la publicidad para el programa de la Tercera fase, y aún está disponible en la página oficial

## En el cine
Después de años de aplazamientos y esfuerzos renovados para empezar la producción y un cuarto de siglo después de que el primer libro se publicara, la adaptación para la pantalla grande se ha filmado finalmente con el nombre en España de Guía del autoestopista galáctico.
La posproducción empezó a principios de septiembre de 2004. 
Después del estreno en Londres, el 20 de abril de 2005, se proyectó el 28 en Reino Unido y Australia, el 29 de abril en Estados Unidos y Canadá, el 10 de junio en Sudáfrica. El 3 de junio en México y el 2 de septiembre en España. Puede consultarse una lista completa de las fechas de estreno de la película en la página de IMDb info aquí.
Protagonizan Martin Freeman como Arthur, Mos Def como Ford, Sam Rockwell como Zaphod Beeblebrox y Zooey Deschanel como Trillian, con Alan Rickman y Warwick Davis como la voz y cuerpo de Marvin, respectivamente, y Stephen Fry como la voz del libro.

## En la cultura popular
- En el videojuego Spore, el robot que hay en el centro de la galaxia se llama Steve, y te da 42 recargas de «La fuerza» o el «Cayado de la vida», y los malos de este videojuego, los Grox, puede que hagan referencia a los Vogones, además tienen exactamente 2400 planetas o lo que es lo mismo 42 al revés.[6]

- La serie Lost tiene en su mitología el número 42, el cual, según confirmó el productor David Fury en una entrevista a lostpedia, fue sacado de la serie de libros.[7]

- La canción de Coldplay Don't Panic, de 1998, se llama así en referencia a esta serie.

- El disco de Ayreon The Theory Of Everything, de 2013, cuyo nombre se traduce como la «Teoría del todo» consta de 42 cortes en referencia a El sentido de la vida, el universo y todo lo demás.